# Гавришев, Валерий Георгиевич
Вале́рий Гео́ргиевич Га́вришев (25 августа 1928 — 2 марта 2013) — передовик советского сельского хозяйства, Герой Социалистического Труда (1948); в последующем кадровый политработник Советской Армии, полковник.

## Биография
Родился 25 августа 1928 года в Красноярске (Сибирский край) в рабочей семье. Рано осиротел и воспитывался родственниками. Окончив к 13 годам семилетнюю школу, стал трудиться в колхозе «Страна Советов» Балахтинского района Красноярского края. Вскоре Валерий возглавил полеводческое звено. Благодаря усердию и добросовестному отношению к своему делу он смог добиться рекордных урожаев на вверенных его звену посевных площадях. В 1947 году звено Гавришева получило по 36,8 центнера пшеницы с гектара на площади 8 га.
Указом Президиума Верховного Совета СССР от 7 января 1948 года за большие успехи в развитии сельского хозяйства, получение высоких урожаев пшеницы 19-летнему В. Г. Гавришеву было присвоено звание Героя Социалистического Труда с вручением ордена Ленина и медали «Серп и Молот». 
В 1948 году вступил в ВКП(б). В 1949 году Валерий Гавришев был призван на срочную службу в Советскую армию. Там он окончил школу сержантов, стал командиром отделения и секретарём комсомольского бюро батальона в авиационной части, дислоцированной в Забайкальском военном округе.
 В 1951 году В. Гавришев окончил курсы политработников и получил первичное офицерское звание. Продолжил службу в должности заместителя командира подразделения по политической части. Экстерном сдал экзамены за среднюю школу и общевойсковое военное училище.
В 1958—1962 годах проходил обучение в Военно-политической академии им. В. И. Ленина. В дальнейшем занимал должности заместителя командира полка по политчасти, заместителя начальника и начальника политотдела спецчастей смоленского гарнизона. В 1981 году вышел в отставку в звании полковника.
Став военным пенсионером, в 1981—1988 годах работал на посту директора Смоленского ремпромкомбината областного управления культуры. До конца жизни проживал в Ленинском районе Смоленска. Скончался 2 марта 2013 года на 85-м году жизни, похоронен на Новом кладбище Смоленска рядом со своей женой Тамарой Михайловной Гавришевой (1937—1999).